# Гранејда (Колорадо)
Гранејда (енгл. Granada) град је у америчкој савезној држави Колорадо.

## Демографија
По попису из 2010. године број становника је 517, што је 123 (-19,2%) становника мање него 2000. године.
| Група             | 2000.       | 2010.       |
| Белци             | 237 (37,0%) | 148 (28,6%) |
| Афроамериканци    | 0 (0,0%)    | 2 (0,4%)    |
| Азијати           | 0 (0,0%)    | 0 (0,0%)    |
| Хиспаноамериканци | 400 (62,5%) | 365 (70,6%) |
| Укупно            | 640         | 517         |